# Marie Heim-Vögtlin
Marie Heim-Vögtlin (Bözen, Suiza, 7 de octubre de 1845-Zürich, 7 de noviembre de 1916) fue la primera médica suiza, escritora y cofundadora del primer hospital ginecológico suizo.

## Biografía
Nacida como la hija del pastor de Bözen, Vögtlin se benefició de una educación privada en la Romandie y en Zürich. En 1867, su prometido, un estudiante de medicina, rompió el compromiso, y se casó con Nadezhda Suslova, la primera doctora de Europa. En respuesta y con el apoyo reacio de su padre, Vögtlin solicitó su admisión al estudio de medicina en la Universidad de Zürich, que había sido la primera facultad médica en Europa en admitir mujeres. Esto causó un escándalo nacional, ya que anteriormente solo unas pocas mujeres extranjeras "imprudentes" como Suslova se habían matriculado.
En la universidad, Vögtlin y sus pocas compañeras estudiantes se beneficiaron del apoyo particular de la facultad, incluso cuando muchos conservadores criticaron la educación médica de las mujeres como vergonzosa y como una pérdida de tiempo. Después de que pasar los exámenes con honores, estudió ginecología en Leipzig y trabajó en una sala de maternidad de Dresde. El 11 de julio de 1874 obtuvo su doctorado en Zürich con una disertación sobre el estado de los genitales femeninos en el parto. Se requirió la intervención de su padre para obtener un permiso oficial para ejercer la medicina en Zürich.
Al finalizar sus estudios decidió abrir un consultorio, y aunque tuvo pocos clientes al principio, pronto adquirió una reputación como un médica capaz y muy querida, y se destacó especialmente por su generosidad hacia las mujeres pobres.
Fue la cofundadora de la Schweizerische Pflegerinnenschule mit Spital, el primer hospital ginecológico de Suiza, que también contó con una sala de maternidad y una escuela de enfermeras. Después de que la escuela se abriera en 1901, sirvió como su tesorera. Ella fue una participante activa en los movimientos de sufragio y templanza de las mujeres y publicó varias obras, la mayoría escrituras populares para mujeres y niños.
En 1875, se casó con el reconocido geólogo Albert Heim, después de haber dado su permiso (como lo exige la ley en ese momento) para que continuara trabajando después del matrimonio. La pareja tuvo dos hijos, Arnold y Helene, y también se interesaron por un hijo adoptivo. En 1916, Marie Heim-Vögtlin murió de una enfermedad pulmonar.

### Honores
La Fundación Nacional de Ciencia de Suiza (SNSF) ha nombrado una beca para mujeres en honor a Marie Heim-Vögtlin. En 1995, y un camino cerca del hospital de mujeres de Zúrich recibió su nombre. En 2010, el trabajo de Marie Heim-Vögtlin fue honrado por la Gesellschaft zu Fraumünster. En 2016, se conmemora el centésimo aniversario de su muerte con un sello postal suizo.